# Siedlung Wydäckerring
Die Siedlung Wydäckerring (Schweizerisch: „Wohnüberbauung“) war ein zwischen 1971 und 1976 erbauter Gebäudekomplex in Zürich-Albisrieden, welcher 2021 einem Neubau weichen musste.

## Lage und Beschreibung
Die Arealüberbauung umfasste die Anschriften Wydäckerring 61 bis 73 und bestand aus insgesamt 303 vorfabrizierten Wohneinheiten. Die im Norden gelegenen, niedrigen Einzimmerappartements waren ehemalige Personalhäuser des Triemlispitals. Die Anlage war um einen Hof gruppiert, in dessen Zentrum eine grosse Skulptur des Künstlers Kurt Laurenz Metzler stand, und stiess am südlichen Rande mit einer bis zu 10-stöckigen, gestuften Häuserzeile an den öffentlichen Grünzug des Triemlifussweges. 
Die Siedlung Wydäckerring war ein Bauwerk der 70er-Jahre mit exemplarischem Charakter. Die additiven Prinzipien des Montagebaus waren bis in die kleinsten Details ablesbar. Sie fanden sich sowohl in der systematischen Abwicklung des Grundrisses, der dem Konstruktionsprinzip der Schottenbauweise folgte, als auch in den Details der Fügung, die unter anderem in einem Lehrbuch zum Thema Montagebau aufgeführt sind. Das Erscheinungsbild der Siedlung Wydäckerring wurde durch eine präzise Komposition aus entworfenen, vorfabrizierten Teilen und Industrieprodukten der Zeit geprägt.

## Geschichte
Die Arealüberbauung war 1971 vom Bauherrn Frank A. Lorang, dem damaligen Direktor des Jelmoli, zusammen mit der Stadt Zürich, der Mobal AG und einer Erbgemeinschaft in Auftrag gegeben worden. Das Zürcher Architekturbüro Kuhn + Stahel (später Kuhn Fischer Partner) übernahm die Planung und beauftragte die Ernst Göhner AG mit der Vorfabrikation und Ausführung.
Der Gebäudekomplex war Bestandteil einer Stadterweiterung, die in der Phase der Hochkonjunktur der 60er- und 70er-Jahre entlang einer damals geplanten Expressstrasse zwischen dem Triemli und dem Friedhof Sihlfeld geplant wurde. Die geplante Strassenverbindung, die als Verlängerung der Hardbrücke vorgesehen war, wurde schliesslich jedoch im Jahre 1974 als Teil des geplanten Zürcher Expressstrassen-Y an der Urne vom Volk verworfen, und auf den dafür vorgesehenen Parzellen entstand ein Fussgängerweg. Entlang dieses linearen Parks reihte sich die Siedlung Wydäckerring in ein Ensemble aus vorfabrizierten Gebäuden der Nachkriegszeit ein. Die projektierte Strasse wurde unter anderem aufgrund der Opposition der Zürcher Arbeitsgruppe für Städtebau verhindert, zu deren Mitgliedern auch die Architekten der Siedlungen gehörten.

## Ersatzneubau
Die Ueberbauung befindet sich im Besitz der Stadt Zürich und zweier Anlagestiftungen, der HIG und der Credit Suisse Asset Management. Die Besitzer planten gemeinsam den Ersatz der Siedlung Wydäckerring durch einen neuen Wohnungsbau, der als Direktauftrag an das Büro Duplex-Architekten vergeben wurde. Die Entwicklung des Areals folgte der sogenannten Ersatzneubaustrategie: Infolge der Knappheit an Bauland werden Neubauten in Zürich heute beinahe ausschliesslich auf Grundstücken realisiert, die schon Bestandesgebäude aufweisen. Dieses Vorgehen ist beispielhaft für Zürich's Entwicklung seit der Jahrtausendwende und Bestandteil einer fortlaufenden Diskussion in der Zürcher Politik über die Erneuerungsstrategien in der Stadtplanung.
Der Abbruch der bestehenden Siedlung begann im Januar 2021. Der Neubau besteht aus vier Gebäuden mit 5 bis 7 Wohngeschossen und umfasst insgesamt 183 Wohnungen sowie einige Büro- und Geschäftsräume. Im November 2023 wurden die ersten Wohnungen bezogen.